# Coppa de Corse

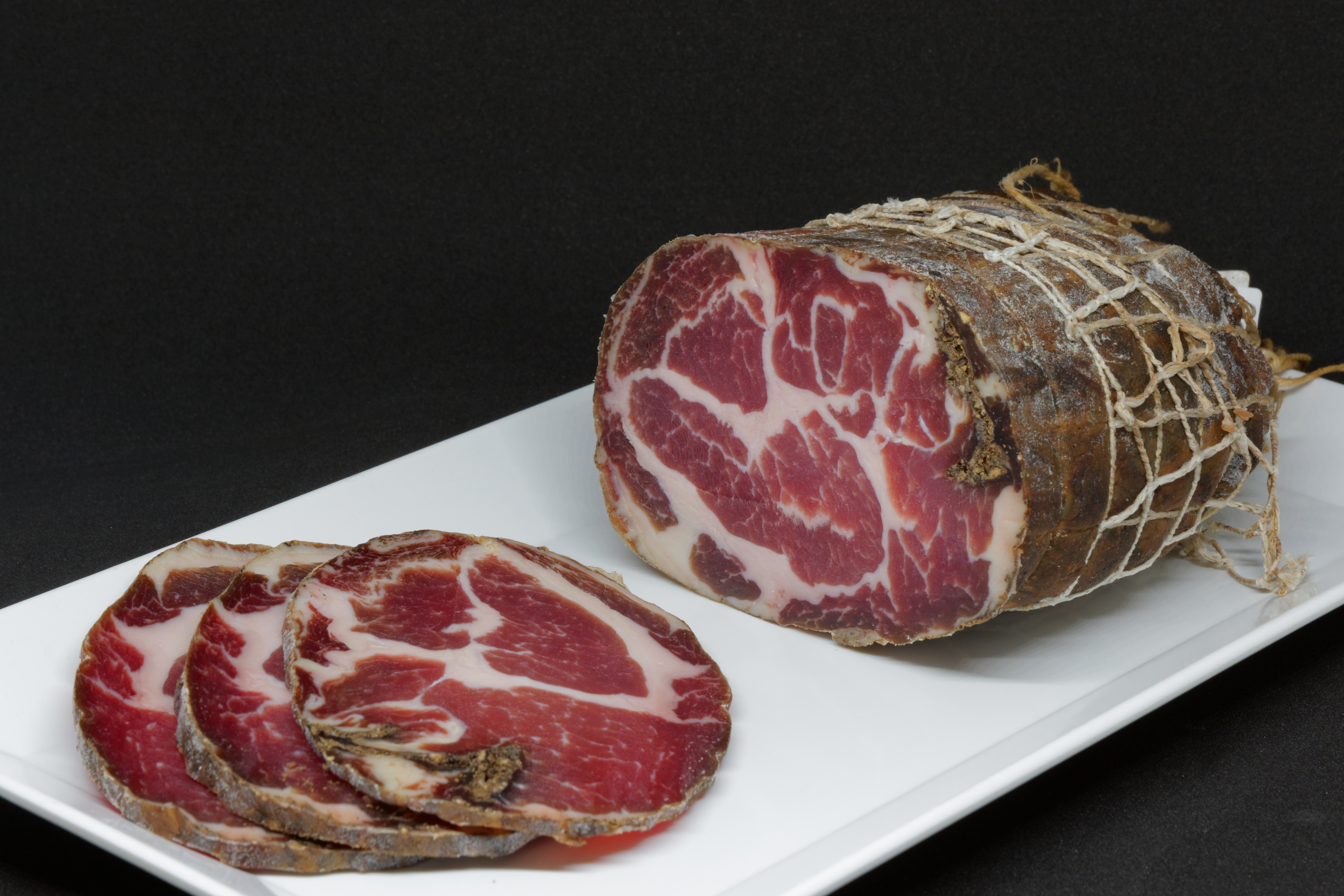
Coppa de Corse - Coppa di Corsica (Anschnitt)

Coppa de Corse bzw. Coppa di Corsica ist ein Trockenfleisch vom Schwein und eine korsische Variante der Coppa mit geschützter Ursprungsbezeichnung.

## Herkunft
Das Herkunftsgebiet umfasst alle korsischen Gemeinden mit Ausnahme des Küstenstreifens, in dem die erforderlichen Voraussetzungen für die traditionelle Schweinehaltung und die traditionelle Herstellung des Produkts nicht gegeben sind. Dadurch werden im Departement Corse du Sud 57 Gemeinden und im Departement Haute Corse 86 Gemeinden nur mit einem Teil ihrer Fläche als Herstellungsgebiet ausgewiesen.
Korsika ist geprägt von einer schroffen Gebirgslandschaft im Westen und einer sanfteren alpinen Landschaft im Nordosten, wo die Gebirge geringere Höhen erreichen. Auf den einzelnen klimatischen Höhenstufen gedeihen unterschiedliche Pflanzendecken, die für die Beweidung durch Schweineherden genutzt werden können. So sind für die subhumide mediterrane Vegetationsstufe u. a. Korkeichen und immergrüne Steineichen sowie das Buschwerk der Macchie typisch. Für die humide mediterrane Vegetationsstufe ist die Edelkastanie kennzeichnend.
In der traditionellen Tierhaltung werden die Schweineherden im Gebirge durch Hutewälder und über Hutweiden (Triften) oder als Transhumanz auf die Sommerweiden getrieben, um das dortige Futterangebot zu nutzen. Nach dem Absetzen vom Muttertier bis zum Ende der Wachstumsphase erhalten die Tiere auf den Triften Ergänzungsfutter von 2 kg pro Tag und Schwein. Dieses besteht aus mindestens 90 % Getreide, Ölsaaten, Hülsenfrüchten und hieraus gewonnenen Erzeugnissen, mit einem Mindestanteil von 60 % Getreide und Getreideprodukten. Die Fütterung von Mais ist bis zu 45 Tage vor Beginn der Endmast zulässig.
Die Endmast findet zwischen Oktober und März über wenigstens 45 Tage statt. In dieser Zeit ernähren sich die Schweine ausschließlich von Eicheln und Kastanien, die sie mindestens während der ersten 30 Tage auf der Trift durch die Eichen- und Kastanienwälder selbst finden. Anschließend ist Gerste als Ergänzungsfutter mit einer Ration unter 4 kg pro Tag und Schwein zulässig. Die Tagesrationen an Gerste dürfen im Endmastzeitraum 30 % des Futters in Form von Kastanien und/oder Eicheln nicht überschreiten.

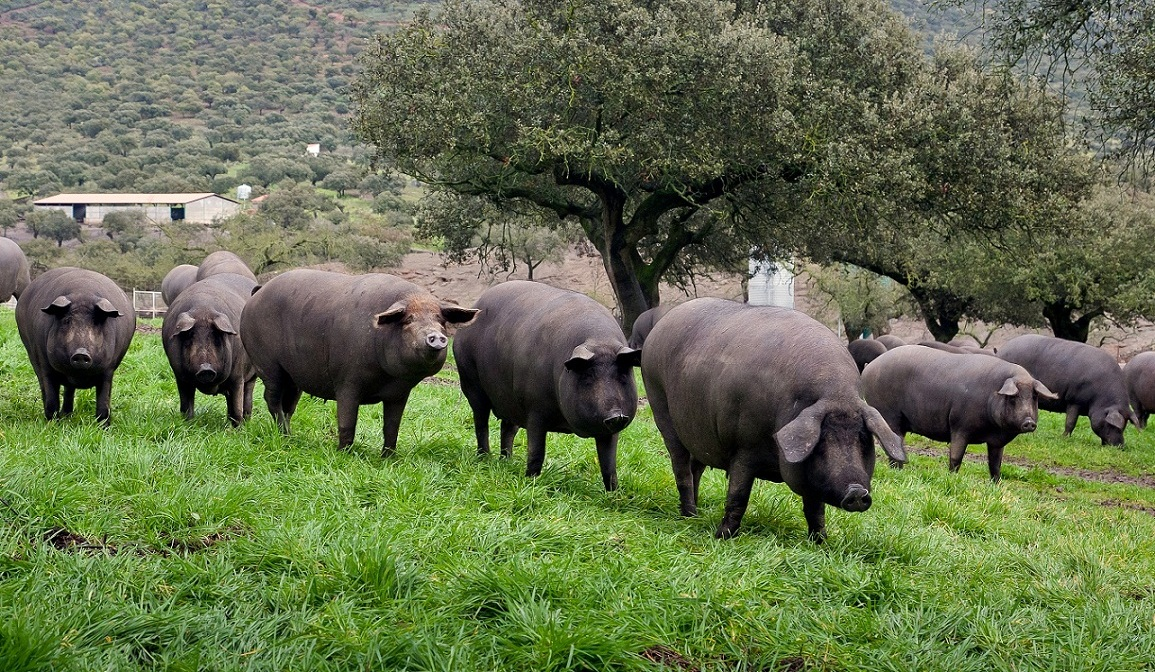
Iberisches Schwein

Für die Produktion der Coppa de Corse wird ausschließlich die Schweinerasse Nustrale genutzt, die zum Typ des Iberischen Schweins gehört. Die Rasse hält erhebliche Schwankungen der Witterungsverhältnisse und des Futterangebots aus und sammelt im Falle eines reichlichen Futtervorkommens schnell Fettreserven an. Außerdem ist sie an die gebirgige Landschaft angepasst, kommt gut mit der Haltung auf Hutungen und Triften zurecht und bleibt trotz eines vergleichsweise hohen Schlachtalters unter einem Schlachtgewicht von 140 kg. Alle Erzeugungsschritte (Abferkeln, Aufzucht, Endmast und Schlachtung der Schweine, Verarbeitung des Fleisches und Reifung der Fleischerzeugnisse) müssen im Herkunftsgebiet erfolgen.

## Herstellung
Für die Herstellung der Coppa de Corse werden Schlachtkörper verwendet, deren Schlachtalter 12 bis 36 Monate und deren Schlachtgewicht 85 bis 140 kg beträgt. Die Speckschicht ist 2,5 bis 6 cm dick. Das Fleisch ist rot bis tiefrot und hat einen deutlichen Fettansatz. Als Fleischstück wird der auf Höhe der 5. Rippe abgetrennte Schweinenacken verwendet, aus dem zwei Teilstücke hergestellt werden. Das Fleischstück hat eine leicht gekrümmte zylindrische Form und wiegt nach teilweiser Entfernung der Fettauflage 1,3 bis 3,3 kg.
Das Klima im Herkunftsgebiet erforderte bis zum Aufkommen industrieller Kälteanlagen eine geeignete Haltbarmachung der Erzeugnisse, so dass sich getrocknete und gesalzene Fleisch- und Wurstwaren durchgesetzt haben. Die einzigen Zutaten, die historisch verfügbar waren und zur Herstellung auch heute noch verwendet werden, sind Salz sowie Pfeffer oder Chili. Die Herstellungsphasen des Salzens, Trocknens und Reifens dauern mindestens fünf Monate, wobei die Reifungsdauer mehr als zwei Monate beträgt. Alle Herstellungsverfahren mit negativen Temperaturen wie Gefrieren oder Tiefgefrieren sind unzulässig.

## Eigenschaften

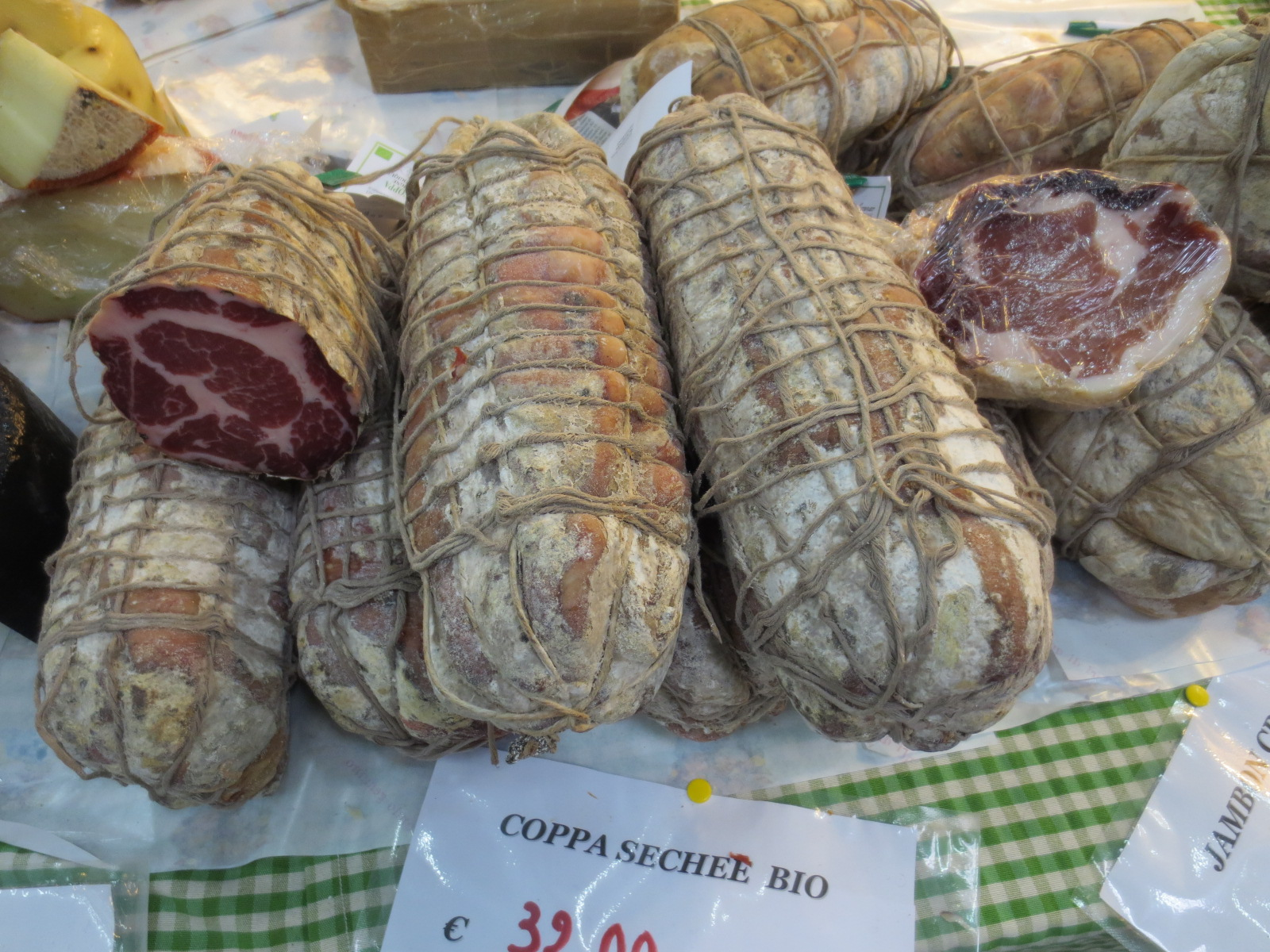
Coppa de Corse - ganz und mit Anschnitt

Das Erzeugnis hat eine Länge von 25 bis 35 cm, eine zylindrische Form sowie ein Trockengewicht zwischen 0,8 und 2,2 kg. Die Aufmachung erfolgt im Schweinedarm oder -bauchfell, eingeschnürt mit einem Bindfaden oder in einem Netz. Der Anschnitt zeigt ein ölig glänzendes Muskelfleisch von gleichmäßiger roter bis tiefroter Farbe. Das Fleisch ist zu mindestens 6 % mit intramuskulärem weißem bis rosafarbenem Fett durchwachsen. Der Fettgewebeanteil beträgt zwischen 30 und 50 %.
Durch den hohen Grad der Lipolyse ist die aufgeschnittene Scheibe zart und weich. Sie hat ein Aroma von Haselnuss, Pilzen und Holz mit Noten Pfeffer, Butter und Rauch. Bedingt durch den Salzgehalt von 6,5 bis 10 % hat die Coppa eine typische salzige Würze. Physikalisch-chemische und biochemische Merkmale (in % des getrockneten Erzeugnisses/Referenzmuskel = Musculus serratus ventralis):
- Gesamtlipidenanteil des Fettgewebes ≥ 89 %
- Salzgehalt 6,5 bis 10 %
- intramuskuläres Fett ≥ 6 %
- Nitrit-/Nitratspuren
- Feuchtigkeitsgehalt des Muskelfleisches 45 bis 55 %
- Ölsäure ≥ 45 %

## Kennzeichnung und Handel
Das Erzeugnis kann als ganzes Stück oder vakuumverpackt in Scheiben bzw. als Portion mit einem Mindestgewicht von 200 g vermarktet werden. Das Zurichten der Teilstücke, das Schneiden in Scheiben sowie das Verpacken müssen im Herkunftsgebiet stattfinden, um die organoleptischen Qualität sowie die Überwachung und Rückverfolgbarkeit, u. a. bei Neuetikettierung der Erzeugnisse, sicherzustellen.
Das Aufschneiden in Scheiben darf ausschließlich von Hand erfolgen, um eine Erwärmung des Fleisches zu vermeiden. Als Werkzeug zugelassen sind ein Tranchiermesser und eine geeignete Schneideunterlage. Bei in Scheiben zu schneidenden Erzeugnissen wird zuvor die Umhüllung (Naturschweinedarm oder -bauchfell) entfernt. Nach der Portionierung bzw. dem Schneiden in Scheiben müssen die Erzeugnisse unverzüglich vakuumverpackt und innerhalb von zwölf Stunden vollständig abgepackt sein.
Auf dem Etikett müssen die geschützte Ursprungsbezeichnung Coppa de Corse/Coppa di Corsica sowie das EU-Logo für eine AOP (g.U.) stehen. Bei Erzeugnissen von Schweinen, bei deren Endmast ausschließlich Kastanien und/oder Eicheln verfüttert wurden, darf auf dem Etikett die zusätzliche Angabe finition châtaigne et/ou gland oder porcs finis à la châtaigne et/ou au gland oder 100 % châtaignes/glands hinzugefügt werden.